# Patinação artística na Universíada de Inverno de 1964
As competições de patinação artística na Universíada de Inverno de 1964 foram disputadas em Špindlerův Mlýn, Tchecoslováquia, entre 11 e 17 de fevereiro de 1964.

## Medalhistas
| Evento               | Ouro                                    | Prata                                            | Bronze                                              | Ref.  |
| -------------------- | --------------------------------------- | ------------------------------------------------ | --------------------------------------------------- | ----- |
| Individual masculino | Karol Divín · Tchecoslováquia           | Nobuo Sato · Japão                               | Valeri Meshkov · União Soviética                    | [ 1 ] |
| Individual feminino  | Miwa Fukuhara · Japão                   | Junko Hiramatsu · Japão                          | Helli Sengstschmid · Áustria                        | [ 1 ] |
| Dança no gelo        | Pal Vasarhelyi · Gyorgy Korda · Hungria | Jutta Peters · Wolfgang Kunz · Alemanha Oriental | Irena Špatenková · Michal Jiranek · Tchecoslováquia | [ 1 ] |

## Quadro de medalhas
| Ordem | País              | Medalha de ouro | Medalha de prata | Medalha de bronze |   |
| ----- | ----------------- | --------------- | ---------------- | ----------------- | - |
| 1     | Japão             | 1               | 2                |                   | 3 |
| 2     | Tchecoslováquia   | 1               |                  | 1                 | 2 |
| 3     | Hungria           | 1               |                  |                   | 1 |
| 4     | Alemanha Oriental |                 | 1                |                   | 1 |
| 5     | Áustria           |                 |                  | 1                 | 1 |
| 5     | União Soviética   |                 |                  | 1                 | 1 |
| TOTAL | TOTAL             | 3               | 3                | 3                 | 9 |